# Biennale di Shanghai
La Biennale di Shanghai, in Cina, esiste dal 1996.

## Lista delle biennali

### 1996:Open Space
1ª biennale, dal 18 marzo al 7 aprile 1996. Per la sua apertura il tema è stato l'evoluzione dell'arte cinese dopo l'apertura innescata da Deng Xiaoping a metà degli anni ottanta.

### 1998:Inheritance and Exploration
2ª biennale, dal 20 al 6 novembre 1998.

### 2000:Spirit of Shanghai
3ª biennale, dal 6 settembre 2000 al 6 gennaio 2001. La selezione di artisti ha mostrato la scena artistica degli anni novanta. Ci fu anche una contro mostra organizzata da Feng Boyi e Ai Weiwei.
Curatori :
- Hou Hanru, professore al San Francisco Art Institute  (Cina, Francia, Stati Uniti d'America)
- Li Xu  (Cina)
- Toshio Shimizu, commissario d'esposizione indipendente (Giappone)
- Zhang Qing  (Cina)

Artisti :
- Bernard Frize
- Anish Kapoor
- Fang Lijun
- Liu Xiaodong

### 2002:Urban Creation
4ª biennale, dal 22 novembre 2002 al 20 gennaio 2003. Il tema indica l'evoluzione della città di Shanghai.
Curatori :
- Xu Jiang, presidente dell'Accademia cinese delle arti (Cina)
- Fan Di'an, vicepresidente e professore all'accademia cinese delle arti
- Alanna Heiss, fondatrice et direttrice del P.S. 1 Contemporary Art Center, vice-direttrice del MoMA (USA)
- Wu Jiang, vicepresidente e professore all'Università Tongji (Cina)
- Klaus Biesenbach, fondatore e direttore del KW Institute for Contemporary Art di Berlino (Germania)
- Yuko Hasegawa, conservatore del museo d'arte contemporanea del XXI secolo di Kanazawa (Giappone)

Artisti :
- Miao Xiaochun, Self-portraits, fotografia
- Pipilotti Rist, Innocent (In) Shanghai, installazione

### 2004:Techniques of the visible
5ª biennale, dal 28 settembre al 28 novembre 2004. Il tema mette a confronto l'arte, con la tecnologia e la scienza.
Curatori :
- Xu Jiang, presidente dell'Accademia cinese delle arti (Cina)
- Sebastián López, direttore della Gate Foundation (Argentina)
- Zheng Shengtian, editore del Journal of Contemporary Cinase Art (Cina)
- Zhang Qing, conservatore del museo delle belle arti di Shanghai (Cina)

Artisti :
- Qiu Zhijie, Reflections of My Mind, installazione
- Zhang Xiaogang, Amnesia and Anamnesis, olio su tela

### 2006:Hyper Design
6ª biennale, dal 5 settembre al 5 novembre 2006. Il tema esplora il design.
Curatori :
- Zhang Qing, direttore aggiunto del museo delle belle arti di Shanghai (Cina)
- Huang Du, commissario d'esposizione indipendente (Cina)
- Shu-Min Lin, professore assistente al New York Institute of Technology (Stati Uniti)
- Wonil Rhee, direttore artistico della biennale di Séoul 2006 (Corea del Sud)
- Gianfranco Maraniello, allora direttore della Galleria d'arte moderna di Bologna e dal 2015 del Museo d'arte moderna e contemporanea di Trento e Rovereto (Italia)
- Jonathan Watkins,  direttore della Ikon Gallery (Regno Unito)

Artisti :
- Shi Jinsong, HALONG-KELLONG NO.1
- Julian Opie, This is Shahnoza
- Zhan Wang, The Buddhist Pharmacy,

### 2008:Translocalmotion
Curatori:
- Zhang Qing, direttore aggiunto del museo delle belle arti di Shanghai (Cina)
- Henk Slager, professore all'alto istituto di belle arti, Anversa (Belgio)
- Julian Heynen, direttore artistico del K21 Kunstsammlung Nordrhein-Westfalen, Düsseldorf (Germania)
- Xiang Liping, conservatore del museo delle belle arti di Shanghai (Cina)
- Li Ning, conservatore del museo delle belle arti di Shanghai (Cina)

Artisti:
- Zhang Enli, Simple Bed,
- Mike Kelley, Kandor-Con 2000,
- Klaus Mettig, Don't Be Left Behind,
- Yue Minjun, Colorful Running Dinosaurs
- Chen Yun, The Moving Spirit of the City